# Raymond Khoury
Œuvres principales
- Le Dernier Templier

Raymond Khoury, né en 1960 à Beyrouth, est un scénariste et romancier libanais d'origine assyrienne. Il est notamment l'auteur du best-seller planétaire Le Dernier Templier, vendu à plus de trois millions d'exemplaires.

## Biographie
La famille de Raymond Khoury quitte le Liban en 1975, au début de la guerre civile. Il étudie à Rye et New York. De retour au Liban, il devient architecte, dans l’espoir d’aider à la reconstruction de sa ville natale. En 1984, la guerre s’intensifie ; il est évacué vers Londres à bord d’un hélicoptère Chinook de l’armée américaine. Il s'inscrit à l’INSEAD, à Fontainebleau, pour obtenir un MBA en management. Revenu à Londres, où il vit actuellement, il fait une courte carrière dans la finance. Il y rencontre sa future épouse dont il aura deux filles.

### Carrière littéraire
Un banquier rencontré aux Bahamas et qui a des liens avec Hollywood lui suggère d’écrire des scénarios.
C'est ainsi que Raymond Khoury va travailler en 2002 à l’écriture de Dinotopia, puis en 2004 et 2006 de la série MI-5, qui remporte un grand succès international. Son premier thriller historique, Le Dernier Templier, d'abord refusé en 1996 par un éditeur américain, est publié en 2005 ; succès immédiat, il sera adapté en 2008 en série télévisée (Le Dernier Templier), interprétée notamment par Mira Sorvino et Omar Sharif et, en 2009, en bande dessinée chez Dargaud.

## Œuvres

### Série « Reilly & Tess »
1. Le Dernier Templier, Presses de la Cité, 2006 ((en) The Last Templar, 2005)
2. La Malédiction des Templiers, Presses de la Cité, 2010 ((en) The Templar Salvation, 2010)
3. L’Élixir du diable, Presses de la Cité, 2011 ((en) The Devil’s Elixir, 2011)
4. Manipulations, Presses de la Cité, 2012 ((en) Rasputin’s Shadow, 2013)
5. Dossier Corrigan, Presses de la Cité, 2014 ((en) The End Game, 2016)

#### Nouvelles
- Arrêt d'urgence in Face à Face, Fleuve Noir, collection 12/21, 2020 (Face Off, 2014), Policier, Thriller, trad. Maxime Berrée  (ISBN 2265154709)Écrit avec Linwood Barclay. Anthologie réunie par David Baldacci - 11 nouvelles rédigées par des équipes de deux à trois auteurs.

### Romans indépendants
- Eternalis, Presses de la Cité, 2008 ((en) The Sanctuary, 2007)
- Le Signe, Presses de la Cité, 2009 ((en) The Sign, 2009)
- Le Secret Ottoman, Presses de la Cité, 2020 ((en) Empire of Lies, 2019)